# Bad Attitude (Meat-Loaf-Album)
Bad Attitude (engl. für: „Schlechte Gesinnung“) ist das vierte Studioalbum des US-amerikanischen Rocksängers Meat Loaf, welches in England produziert und 1984 als Nachfolger von Midnight at the Lost and Found veröffentlicht wurde.

## Hintergrund
In den USA wurde das Album von Label RCA Records erst im April 1985 mit einer leicht veränderten Titelliste und alternativen Abmischungen einiger Songs veröffentlicht. Es enthält zwei Lieder von Jim Steinman, die beide bereits zu einem früheren Zeitpunkt aufgenommen wurden, sowie ein Duett mit Roger Daltrey. Meat Loafs Autobiografie zufolge bat er Jim Steinman das gesamte Album zu schreiben, aber die Wartezeit auf neue Songs erschien ihm schließlich zu lang, weshalb Meat Loaf zwei bereits früher veröffentlichte Songs von Jim Steinman aufnahm und mit anderen Songwritern weitermachte. Weltweit verkaufte sich das Album ca. 300.000 Mal.

## Titelliste
1. Bad Attitude (gesungen von Meat Loaf & Roger Daltrey) – 4:44 (Paul Jacobs/Sarah Durkee)
2. Modern Girl (gesungen von Meat Loaf & Clare Torry) – 4:24 (Jacobs/Durkee)
3. Nowhere Fast – 5:12 (Jim Steinman)
4. Surf's Up – 4:23 (Steinman)
5. Piece of the Action – 4:15 (Jacobs/Durkee)
6. Jumpin' the Gun (gesungen von Meat Loaf & Zee Carling) – 3:12 (Jacobs/Durkee)
7. Cheatin' in Your Dreams – 4:40 (Parr)
8. Don't Leave Your Mark on Me – 4:07 (John Parr/Julia Downes)
9. Sailor to a Siren – 4:08 (Jacobs/Durkee)[1]

## Singleauskopplungen
Modern Girl erschien von diesem Album als Single und wurde der kommerziell größte Erfolg. Piece of the Action und Sailor to a Siren waren die B-Seiten. Nowhere Fast wurde ebenfalls ausgekoppelt; die Single enthält Extended Remixe und exklusiven Songs: Take a Number, Stand by Me (eine Ben-E.-King-Coverversion) und Clap Your Hands. Die beiden letztgenannten Lieder wurden während der Arbeiten zum Rocky-Horror-Picture-Show-Soundtrack aufgenommen. Eine weitere Version von Nowhere Fast mit alternativem Text wird im Film Straßen in Flammen verwendet.

## Mitwirkende
- Meat Loaf – Gesang
- Bob Kulick – Gitarre
- Paul Vincent – Gitarre (bei Surf's Up und Jumpin' the Gun)
- John Siegler – Bass
- Mo Foster – Bass (bei Piece of the Action)
- Paul Jacobs – Klavier, Keyboards, Backing Vocals
- Steve Rance – Fairlight Programmierung
- Ronnie Asprey – Saxophon (bei Sailor to a Siren)
- Wells Kelly – Schlagzeug, Percussion, Backing Vocals
- Curt Cress – Schlagzeug (bei Surf's Up)
- Frank Ricotti – Percussion (bei Nowhere Fast & Jumpin' the Gun)
- Roger Daltrey – Duettpartner bei Bad Attitude
- Clare Torry – zusätzlicher Gesang bei Modern Girl, Backing Vocals
- Zee Carling – zusätzlicher Gesang bei Jumpin' the Gun
- Stephanie de Sykes – Backing Vocals